# Кассин, Николай Григорьевич
Никола́й Григо́рьевич Ка́ссин (2 [14] декабря 1885, Гнусино, Вятская губерния — 28 октября 1949, Алма-Ата) — русский и советский учёный-геолог. Академик АН Казахской ССР (1946), Заслуженный деятель науки Казахской ССР (1943).

## Биография
Родился 2 (14) декабря 1885 года в деревне Гнусино, Вятская губерния (ныне - Первомайский район (Киров)).
В 1904 поступил в Санкт-Петербургский горный институт (Российская империя). Участвовал в революции 1907 был арестован и выслан из Санкт-Петербурга. Окончил институт в 1913 году.
С 1912 года занимался гидрогеологическими исследованиями Северо-Восточного Казахстана и Гурьевской области.
С 1917 года — сотрудник Геологического комитета.
В 1918—1924 годах — геологическим изучением Вятской губернии. В 1918—1926 годах преподавал в ЛГИ и ЛИИЖТ.
С 1941 года работал в Институте геологических наук (Казахский филиал АН СССР, АН Казахской ССР).
В 1946 году был избран академиком АН КазССР. 
Занимался в основном геологией угольных месторождений.
Умер 28 октября 1949 года в городе Алма-Ате. Похоронен на Центральном кладбище Алматы.

## Научная деятельность
Основные работы посвящены изучению геологии и месторождений полезных ископаемых Казахстана.
Под руководством Кассина был подготовлен 20-й том «Геологии СССР» (1941), посвящённый Восточному Казахстану.

## Награды, премии и звания
- 1930 — Большая золотая медаль имени Н. М. Пржевальского — за монографию по геологии бывшей Вятской губернии.
- 1943 — Заслуженный деятель науки Казахской ССР
- 1944 — Орден Ленина (14.01.1944) — за геологические изыскания и увеличение ресурсов стратегического сырья для горно-добывающей промышленности
- 1945 — Орден Отечественной войны I степени
- 1945 — Медаль «За доблестный труд в Великой Отечественной войне 1941-1945 гг.»
- 1946 — Сталинская премия I степени — за геологические исследования территории Казахстана, обобщённые и опубликованные в научном труде «Восточный Казахстан» («Геология СССР», том XX) и в сводной структурно-тектонической карте Казахстана.[3]

## Память
- Минерал кассит[англ.][4].
- Улица Геолога Кассина в деревне Гнусино Кировской области.
- Улица Кассина в Алма-Ате.